# Xã Galesburg City, Quận Knox, Illinois
Xã Galesburg City (tiếng Anh: Galesburg City Township) là một xã thuộc quận Knox, tiểu bang Illinois, Hoa Kỳ. Năm 2010, dân số của xã này là 32.195 người.